# Stratiomiide
Stratiomiidele (Stratiomyidae) sunt o familie de muște mici de câțiva milimetri, până la 1,2 cm, adesea viu colorate, multe specii au benzi transversale vizibile, iar unele specii mimează viespile. Au un corp plat și cap mare; abdomenul, de regulă, este scurt și lățit, trompa scurtă, tibiile și tarsele subțiri. Au un tip de antenă caracteristic, la care articolul al treilea pare a fi format din 4—8 articole sudate, nemobile, la care segmentația este vizibilă, mai mult sau mai puțin. Adulții se întâlnesc pe flori unde se hrănesc cu nectar și preferă locuri umbroase și umede. Depun ouă pe pământ, pe suprafața apei sau lipite de frunzele plantelor din apă. Larvele au o înfățișare foarte caracteristică, cu corpul alungit, segmentat, turtit, cu tegumentul tare, pielos.  Larvele, de multe ori gregare, sunt acvatice sau terestre, găsindu-se în materii organice în descompunere, în bălegar, sau sub coaja. Larvele acvatice sunt zoofage, iar cele terestre sunt saprofage. Această familie cuprinde 12 subfamilii cu 400 genuri și circa 1500 specii. Nervația aripii este foarte caracteristică pentru recunoașterea speciilor respective.

## Genuri
- Abasanistus
- Abavus
- Abiomyia
- Abrosiomyia
- Acanthasargus
- Acanthinomyia
- Acrochaeta
- Acropeltates
- Actina
- Actinomyia
- Acyrocera
- Acyrocerops
- Adoxomyia
- Adraga
- Afrodontomyia
- Ageiton
- Aidomyia
- Alliocera
- Alliophleps
- Allognosta
- Alopecuroceras
- Amphilecta
- Ampsalis
- Amsaria
- Anacanthella
- Analcoceroides
- Analcocerus
- Anargemus
- Anexaireta
- Anisoscapus
- Ankylacantha
- Anoamyia
- Anomalacanthimyia
- Anopisthocrania
- Anoplodonta
- Antissa
- Antissella
- Apotomaspis
- Archilagarinus
- Archimyza
- Archistratiomys
- Arcuavena
- Argyrobrithes
- Artemita
- Artemitomima
- Arthronemina
- Ashantina
- Aspartimas
- Aspidacantha
- Aspidacanthina
- Asyncritula
- Aulana
- Auloceromyia
- Australoactina
- Australoberis
- Barbiellinia
- Benhamyia
- Beridella
- Beridops
- Beris
- Berisina
- Berismyia
- Berkshiria
- Bistinda
- Blastocera
- Borboridea
- Boreoides
- Brachycara
- Brachyodina
- Brachyphleps
- Brachythrix
- Burmabrithes
- Cacosis
- Caenacantha
- Caenocephaloides
- Caloparyphus
- Campeprosopa
- Camptopteromyia
- Cardopomyia
- Catatasis
- Cechorismenus
- Cephalochrysa
- Chaetohermetia
- Chaetosargus
- Chalcidomorphina
- Charisina
- Chelonomima
- Chiromyza
- Chlamydonotum
- Chloromelas
- Chloromyia
- Chordonota
- Chorisops
- Chorophthalmyia
- Chromatopoda
- Chrysochlora
- Chrysochlorina
- Chrysochromioides
- Cibotogaster
- Clarissimyia
- Clavimyia
- Clitellaria
- Cosmariomyia
- Craspedometopon
- Crocutasis
- Culcua
- Cyanauges
- Cyclophleps
- Cyclotaspis
- Cynipimorpha
- Cyphomyia
- Cyphoprosopa
- Dactylacantha
- Dactylodeictes
- Dactylothrix
- Dactylotinda
- Damaromyia
- Diademophora
- Dialampsis
- Diaphorostylus
- Diargemus
- Diastophthalmus
- Dicamptocrana
- Dicorymbimyia
- Dicranophora
- Dicyphoma
- Dieuryneura
- Dinosargus
- Diplephippium
- Diplopeltina
- Dischizocera
- Discopteromyia
- Ditylometopa
- Dochmiocera
- Dolichodema
- Dolichothrix
- Draymonia
- Drosimomyia
- Dysbiota
- Ecchaetomyia
- Eicochalcidina
- Eidalimus
- Elissoma
- Engicerus
- Enypnium
- Eudmeta
- Eufijia
- Eumecacis
- Eupachygaster
- Euparyphus
- Euryneura
- Evaza
- Exaeretina
- Exaireta
- Exochostoma
- Exodontha
- Filiptschenkia
- Formosargus
- Gabaza
- Geranopomyia
- Glariopsis
- Glaris
- Glochinomyia
- Gnesiomyia
- Gnorismomyia
- Gobertina
- Goetghebueromyia
- Gongroneurina
- Gongrosargus
- Gowdeyana
- Grypomyia
- Hadrestia
- Haplofijia
- Hedriodiscus
- Heptozus
- Hermetia
- Hermetiomima
- Hermionella
- Heteracanthia
- Hexacraspis
- Himantigera
- Himantochaeta
- Histiodroma
- Homalarthria
- Hoplistopsis
- Hoplitimyia
- Hylorops
- Hypoceromys
- Hypoxycera
- Hypselophrum
- Inopus
- Isomerocera
- Keiseria
- Kerteszmyia
- Kolomania
- Labocerina
- Labogastria
- Lagenosoma
- Lampetiopus
- Lasiodeictes
- Lasiopa
- Lecomyia
- Lenomyia
- Leucacron
- Leucoptilum
- Leveromyia
- Ligyromyia
- Lobisquama
- Lonchegaster
- Lonchobrithes
- Lophoteles
- Lyprotemyia
- Lysozus
- Maackiana
- Macromeracis
- Madagascara
- Madagascarina
- Manotes
- Mapuchemyia
- Marangua
- Meringostylus
- Meristocera
- Meristomeringella
- Meristomeringina
- Meristomerinx
- Merosargus
- Mesomyza
- Metabasis
- Microchrysa
- Microhadrestia
- Microptecticus
- Microsargus
- Mischomedia
- Monacanthomyia
- Musca
- Mycterocera
- Myiocavia
- Myxosargus
- Neactina
- Neanalcocerus
- Nemotelus
- Neoacanthina
- Neoberis
- Neochauna
- Neopachygaster
- Neoraphiocera
- Netrogramma
- Nigritomyia
- Nonacris
- Nothomyia
- Notohermetia
- Nyassamyia
- Nyplatys
- Obrapa
- Octarthria
- Odontomyia
- Oplachantha
- Oplodontha
- Ornopyramis
- Otionigera
- Otochrysa
- Oxycera
- Oxycerina
- Oxymyia
- Pachyacantha
- Pachyberis
- Pachygaster
- Pachyptilum
- Panacridops
- Panacris
- Panamamyia
- Pangomyia
- Paraberismyia
- Paracanthinomyia
- Paracechorismenus
- Paradraga
- Paraptecticus
- Parastratiosphecomyia
- Parevaza
- Parhadrestia
- Patagiomyia
- Pedinocera
- Pedinocerops
- Pegadomyia
- Pelagomyia
- Peltina
- Peratomastix
- Peritta
- Pezodontina
- Phanerozus
- Physometopon
- Pinaleus
- Pithomyia
- Platopsomyia
- Platylobium
- Platyna
- Platynomorpha
- Platynomyia
- Popanomyia
- Porpocera
- Pristaspis
- Proegmenomyia
- Progrypomyia
- Promeranisa
- Prosopochrysa
- Psapharomydops
- Psapharomys
- Pselaphomyia
- Psellidotus
- Psephiocera
- Pseudocyclopheps
- Pseudocyphomyia
- Pseudomeristomerinx
- Pseudopegadomyia
- Pseudoxymyia
- Ptecticus
- Ptectisargus
- Ptilinoxus
- Ptilocera
- Pycnomalla
- Pycnothorax
- Quichuamyia
- Raphanocera
- Raphiocera
- Rhaphiocerina
- Rhaphioceroides
- Rhingiopsis
- Rondonocera
- Rosapha
- Rosaphula
- Ruba
- Sagaricera
- Salduba
- Saldubella
- Sargus
- Saruga
- Sathroptera
- Smaragdinomyia
- Spartimas
- Sphaerofijia
- Stackelbergia
- Steleoceromys
- Stenimantia
- Stenimas
- Sternobrithes
- Stratiomyella
- Stratiomys
- Stratiosphecomyia
- Strobilaspis
- Strophognathus
- Stuckenbergiola
- Synaptochaeta
- Syndipnomyia
- Tana
- Tegocera
- Thopomyia
- Thylacognathus
- Tinda
- Tindacera
- Toxopeusomyia
- Trichocercocera
- Trichochaeta
- Trigonocerina
- Tytthoberis
- Vanoyia
- Vittiger
- Weimyia
- Xylopachygaster
- Zabrachia
- Zealandoberis
- Zuerchermyia
- Zulumyia